# Metropolia Wenecji
Metropolia Wenecji – metropolia Kościoła rzymskokatolickiego w północno-wschodniej części Włoch. Powstanie metropolii datowane jest na 8 października 1451, kiedy to został ustanowiony patriarchat Wenecji, którego patriarcha jest z urzędu również metropolitą. Obecnie oprócz patriarchatu w skład metropolii wchodzi dziewięć diecezji. Od 2012 godność patriarchy i zarazem metropolity sprawuje Francesco Moraglia. 
W skład metropolii wchodzą:
- Patriarchat Wenecji
- Diecezja Adria-Rovigo
- Diecezja Belluno-Feltre
- Diecezja Chioggia
- Diecezja Concordia-Pordenone
- Diecezja Padwy
- Diecezja Treviso
- Diecezja Werony
- Diecezja Vicenza
- Diecezja Vittorio Veneto